# Salina Olsson
Pour les articles homonymes, voir Olsson.
Salina Kristin Olsson, née le 29 août 1978 à Huddinge, est une footballeuse internationale suédoise évoluant au poste d'attaquant.

## Biographie
Salina Olsson débute au Trångsunds IF avant de rejoindre le Djurgårdens IF Dam. Après avoir évolué dans les catégories de jeunes, elle connaît sa première sélection en équipe de Suède de football féminin le 30 août 1997 contre l'Islande (victoire 3-1). 
Elle fait partie du groupe participant à la Coupe du monde en 1999 et en 2003 ; elle ne joue néanmoins aucun match. Elle participe par contre à deux matchs des Jeux olympiques d'été de 2004, la Suède terminant quatrième de la compétition. En novembre 2005, elle est transférée au Kopparbergs/Göteborg FC. 
Salina Olsson compte 67 sélections et 17 buts en équipe de Suède.